# Alberto Menardi
Alberto Menardi (Cortina d'Ampezzo, ...) è un giocatore di curling italiano, del Curling Club Tofane.

## Carriera agonistica

### Nazionale
Il suo esordio con la nazionale italiana misti di curling è stato il campionato europeo misti del 2005, disputato ad Andorra: in quell'occasione l'Italia si piazzò al settimo posto.
CAMPIONATI
Nazionale misti:
- Europei misti
  - 2005 Andorra ( Andorra) 7°

### Campionati italiani
Alberto ha preso parte ai campionati italiani di curling con il Curling Club Tofane ed è stato una volta campione d'Italia:
- Italiani misti
  - 2004

## Incarichi sociali e sportivi
Alberto è stato dal 2006 al 2012 è stato allenatore della nazionale italiana junior femminile di curling, seguendo la squadra ad un campionato mondiale junior ed a tre challenge europei junior. Nel 2005 allena la formazione femminile della nazionale italiana allievi di curling seguendola al festival olimpico europeo della gioventù di Monthey. Nel 2012 è stato allenatore della nazionale italiana femminile di curling seguendo la squadra al campionato europeo di Karlstad.
CAMPIONATI DA ALLENATORE
Nazionale femminile:
- Europei
  - 2012 Karlstad ( Svezia) 6°

Nazionale junior femminile:
- Mondiali junior
  - 2012 Karlstad ( Svezia) 6°
- Challenge europei junior
  - 2006 Praga ( Rep. Ceca) 3° (13° ranking mondiale)
  - 2008 Praga ( Rep. Ceca) 2° (12° ranking mondiale)
  - 2009 Copenaghen ( Danimarca) 3° (13° ranking mondiale)

Nazionale allievi:
- Festival olimpici europei
  - 2005 Monthey ( Svizzera) 4°

## Altro
Alberto è fratello del giocatore di curling olimpionico Antonio Menardi ed insieme sono albergatori a Cortina d'Ampezzo.. Menardi è inoltre marito della giocatrice di curling Claudia Alverà.